# Contemporary Jewish Museum

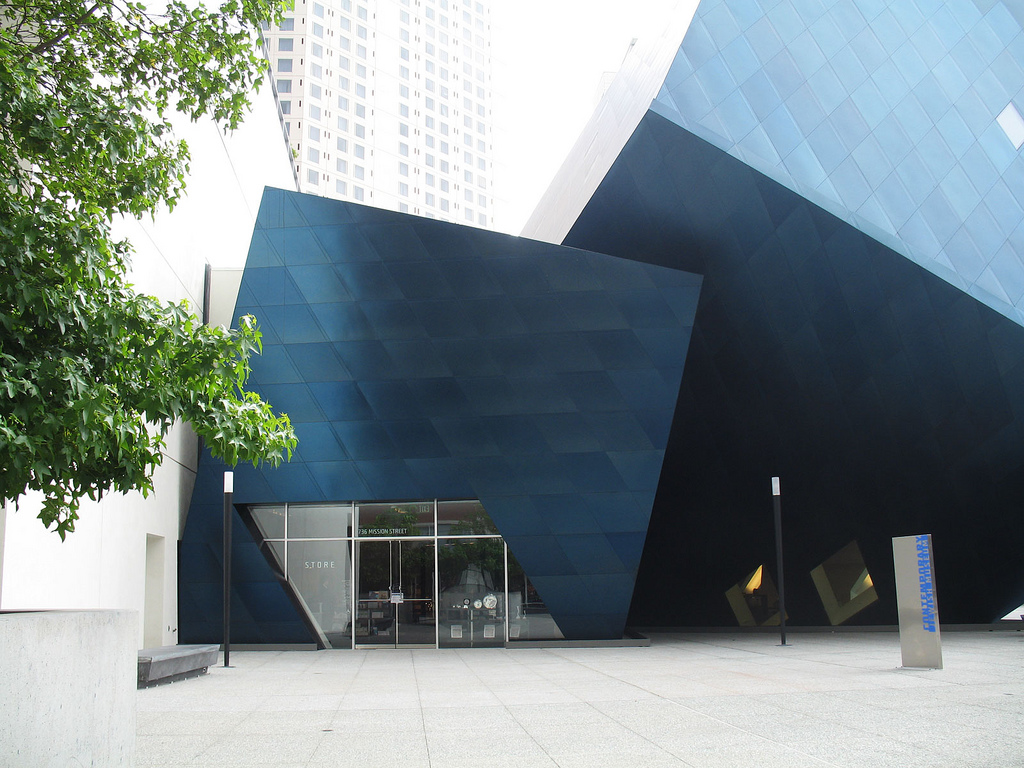
Eingang des Contemporary Jewish Museum

Das Contemporary Jewish Museum (CJM) ist ein Kunstmuseum ohne eigene Sammlung im Distrikt South of Market (SoMa) von San Francisco, Kalifornien. Das 1984 gegründete Museum befindet sich in der historischen Jessie Street Substation, die von Daniel Libeskind entkernt und innen neu gestaltet wurde. Die Mission des 2008 eröffneten Museums ist es, die Vielfalt jüdischen Lebens durch Ausstellungen und Bildungsprogramme für ein Publikum des 21. Jahrhunderts zu vermitteln.

## Architektur

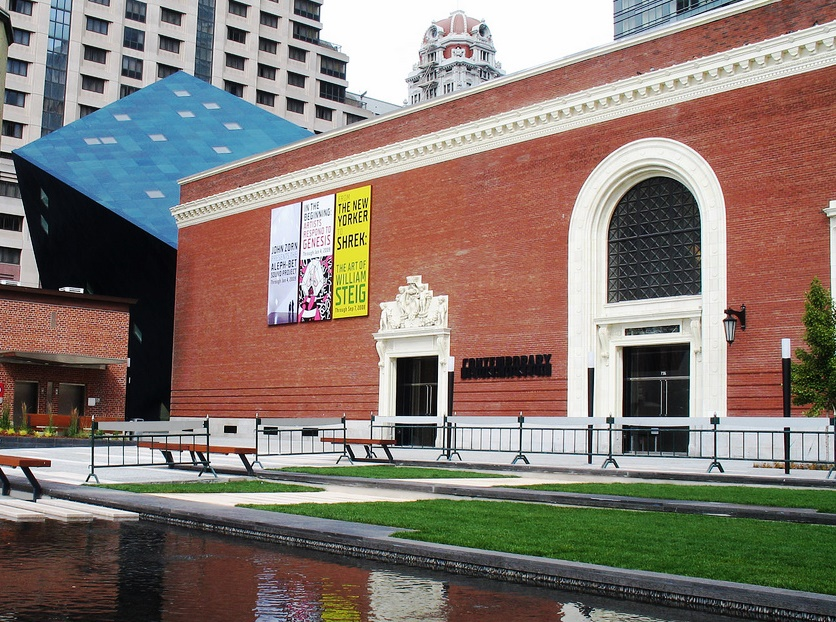
Jessie Street Substation

Das Gebäude des CJM verbindet historische und moderne Architektur. Die ursprüngliche Jessie Street Substation, die 1907 von Willis Polk nach dem Erdbeben von 1906 wieder aufgebaut wurde, bildet den historischen Kern des Museums. Der Architekt Daniel Libeskind entwarf einen markanten Erweiterungsbau in Form eines geneigten, mit blauen Stahlplatten verkleideten Kubus, der sich in die Backsteinfassade des alten Umspannwerks einfügt.
Die Gestaltung des Gebäudes basiert auf den beiden hebräischen Buchstaben „L'Chaim“, was „Zum Leben“ bedeutet. In Anlehnung an die jüdische Tradition, nach der Buchstaben nicht nur Zeichen sind, sondern auch wesentlich an der Geschichte beteiligt sind, aus der sie hervorgehen, bietet das „chet“ eine übergreifende Kontinuität für die Ausstellungs- und Bildungsräume, während das „yud“ mit seinen 36 Fenstern als besonderer Ausstellungs-, Aufführungs- und Veranstaltungsraum dient.
Die Formen des Erweiterungsbaus sind mit leuchtend blauen Stahlpaneelen verkleidet, die mit einer Kreuzschraffur versehen sind, die dazu beiträgt, die Lichtreflexion des Edelstahls zu streuen und zu mildern. Je nach Tageszeit, Wetter und Standort des Betrachters verändern die Paneele ihre Farbe und erzeugen so eine dynamische, lebendige Oberfläche. Über die gesamte Länge des Foyers erstreckt sich eine Wand, in die die Buchstaben „PaRDeS“ eingelassen und beleuchtet sind – eine Anspielung auf die kabbalistische Praxis, in religiösen Schriften vier verschiedene Bedeutungsebenen zu entdecken.

## Aktuelle Entwicklungen
Im November 2024 gab das CJM bekannt, dass es aufgrund anhaltender finanzieller Schwierigkeiten, die durch die COVID-19-Pandemie noch verschärft wurden, ab dem 15. Dezember 2024 für mindestens ein Jahr schließen werde. Die Museumsleitung betonte, dass diese Schließung nicht dauerhaft sei, sondern dazu diene, ein nachhaltiges Modell für die Zukunft zu entwickeln.